# Mándoki görögkatolikus templom
A mándoki görögkatolikus fatemplom Magyarország egyik legrégibb faépülete. A Szentendrei Szabadtéri Néprajzi Múzeum egyik legfontosabb épülete.

## Története
1570 és 1640 között építették. A templom a település Bukóc nevű dombján állt. Az 1970-es években elbontották, és a szentendrei skanzenbe szállították. A múzeumbeli felavatás éve: 1979. 2016-ban felújították.